# Simple Creatures
Simple Creatures ist eine Supergruppe bestehend aus Mark Hoppus von Blink-182 und Alex Gaskarth von All Time Low. Die Band wurde am 24. Januar 2019 in Los Angeles, Kalifornien mit der Veröffentlichung der Single Drug vorgestellt. Am 28. März 2019 wurde die EP Strange Love veröffentlicht, die Platz 83 der britischen Album-Charts erreichte.

## Mitglieder

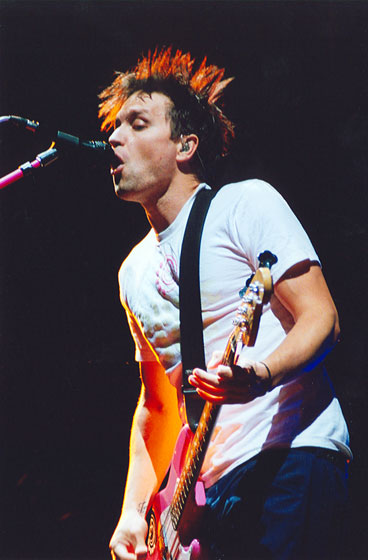
Mark Hoppus 2004
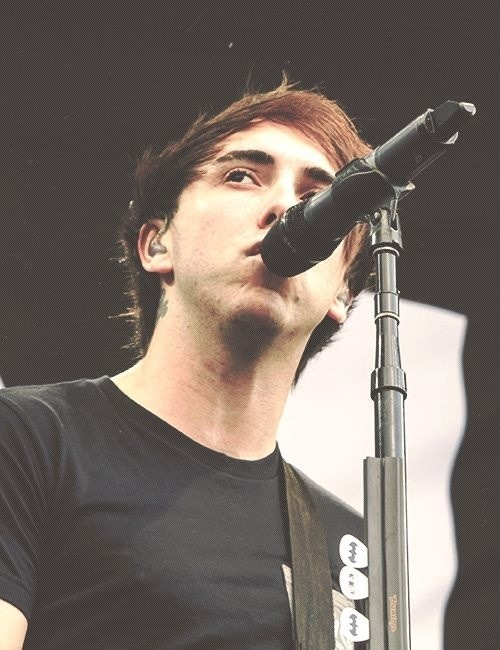
Alex Gaskarth 2012

## Diskografie
- 2019: Everything Opposite (EP)
- 2019: Strange Love (EP, Warner Music)